# Batiferrita
La batiferrita és un mineral de la classe dels òxids, que pertany al subgrup de la hawthorneïta. Anomenat així en al·lusió a la seva composició química: bari, titani i ferro.

## Classificació
Segons la classificació de Nickel-Strunz, la batiferrita pertany a «04.CC: Òxids amb relació Metall:Oxigen = 2:3, 3:5, i similars, amb cations de mida mitjana i gran» juntament amb els següents minerals: cromobismita, freudenbergita, grossita, clormayenita, yafsoanita, lueshita, natroniobita, perovskita, barioperovskita, lakargiïta, megawita, loparita-(Ce), macedonita, tausonita, isolueshita, crichtonita, davidita-(Ce), davidita-(La), davidita-(Y), landauita, lindsleyita, loveringita, mathiasita, senaita, dessauita-(Y), cleusonita, gramaccioliïta-(Y), diaoyudaoita, hibonita, magnetoplumbita, lindqvistita, latrappita, plumboferrita, yimengita, haggertyita, nežilovita, hawthorneïta, barioferrita, jeppeita, zenzenita i mengxianminita.

## Característiques
La batiferrita és un òxid de fórmula química Ba[Ti₂Fe₈3+Fe₂2+]O19. Cristal·litza en el sistema hexagonal. La seva duresa a l'escala de Mohs és 5,5 a 6. Forma agregats densos i fins.

## Formació i jaciments
En la localitat tipus va ser descrit en cavitats de basalts quaternaris amb melilita, leucita i nefelina. En altres localitats (Rússia) s'ha descrit en la zona d'oxidació d'un dipòsit d'urani-molibdè reemplaçant pitchblenda i reemplaçat per uranofana.